# Bat Masterson
William Barclay "Bat" Masterson (24. november 1854 i Henryville – 25. oktober 1921 i New York City) var en legendarisk amerikansk sherif og saloon-ejer i Det Vilde Vesten. Derudover var han bisonjæger og ivrig hasard-spiller.
I 1876 blev Bat Masterson involveret i et skuddrama i Texas. Bat blev skudt og måtte gå med stok resten af sit liv. I en tegneserie af Don Rosa fremstår Bat Masterson temmelig komisk sammen med sherif Wyatt Earp og dommer Roy Bean.
Bat Mastersons liv er blevet filmatiseret flere gange. I USA kørte engang serien Bat Masterson, baseret på hans virkelige liv.